# (233) Asterope
(233) Asterope ist ein Asteroid des mittleren Hauptgürtels, der am 11. Mai 1883 vom französischen Astronomen Alphonse Louis Nicolas Borrelly am Observatoire de Marseille entdeckt wurde.
Der Asteroid wurde benannt nach Asterope (auch Sterope), einer der sieben Plejaden, den Töchtern des Atlas und der Pleione, die von den Göttern sehr geliebt wurden. Asterope ist auch der Eigenname des Sterns 21 Tauri im Sternhaufen der Plejaden.

## Wissenschaftliche Auswertung
Aus Ergebnissen der IRAS Minor Planet Survey (IMPS) wurden 1992 Angaben zu Durchmesser und Albedo für zahlreiche Asteroiden abgeleitet, darunter auch (233) Asterope, für die damals Werte von 102,8 km bzw. 0,09 erhalten wurden. Eine Auswertung von Beobachtungen durch das Projekt NEOWISE im nahen Infrarot führte 2011 zu vorläufigen Werten für den Durchmesser und die Albedo im sichtbaren Bereich von 99,6 km bzw. 0,09. Nachdem die Werte nach neuen Messungen mit NEOWISE 2012 auf 98,7 km bzw. 0,09 geändert worden waren, wurden sie 2014 auf 99,7 km bzw. 0,09 korrigiert. Nach der Reaktivierung von NEOWISE im Jahr 2013 und Registrierung neuer Daten wurden die Werte 2015 zunächst mit 96,4 oder 105,3 km bzw. 0,11 oder 0,09 angegeben und dann 2016 korrigiert zu 95,9 km bzw. 0,09, diese Angaben beinhalten aber alle hohe Unsicherheiten. Aus der Beobachtung von zwei Sternbedeckungen durch den Asteroiden konnte in einer Untersuchung von 2020 für (233) Asterope ein Durchmesser von 102,5 ± 1,5 km bestimmt werden.
Eine spektroskopische Untersuchung von 820 Asteroiden zwischen November 1996 und September 2001 am La-Silla-Observatorium in Chile ergab für (233) Asterope eine taxonomische Klassifizierung als T-Typ.
Photometrische Messungen des Asteroiden fanden erstmals statt im September 1975. Die an mehreren Observatorien in Rhode Island, New Mexico und Illinois registrierten Daten konnten nicht sicher zu einer Rotationsperiode ausgewertet werden, vermutet wurden Werte von 4,68 oder 5,23 h. Aus der aufgezeichneten Lichtkurve neuer Beobachtungen vom 15. Juli bis 3. August 1979 am Table Mountain Observatory in Kalifornien wurde dann aber eine deutlich längere Rotationsperiode von 19,70 h bestimmt. Auch Messungen vom 21. bis 27. Oktober 1984 am Roque-de-los-Muchachos-Observatorium auf La Palma führten zum gleichen Ergebnis, während die Auswertung von Beobachtungen vom 5. bis 26. März 1995 am La-Silla-Observatorium ebenso die bekannte Periode mit einem abgeleiteten Wert von 19,743 h bestätigte.
Eine Auswertung von archivierten Lichtkurven des United States Naval Observatory (USNO) und der Catalina Sky Survey in Arizona sowie des Roque-de-los-Muchachos-Observatoriums ermöglichte 2011 erstmals die Berechnung eines dreidimensionalen Gestaltmodells des Asteroiden für eine Position der Rotationsachse mit prograder Rotation und einer Periode von 19,6981 h. Auch die Auswertung von 13 vorliegenden Lichtkurven und weiteren Daten der Lowell Photometric Database führte in einer Untersuchung von 2016 erneut zur Erstellung eines dreidimensionalen Gestaltmodells für zwei alternative Rotationsachsen mit prograder Rotation und einer Periode von 19,6981 h.
Mit dem neuen Algorithmus All-Data Asteroid Modeling (ADAM) wurde dann 2017 wieder ein Gestaltmodell erstellt, das alle verfügbaren photometrischen Daten in Verbindung mit hochaufgelösten Infrarot-Aufnahmen am Teleskop II des Keck-Observatoriums auf Hawaiʻi vom 17. Juli 2005 sowie den Beobachtungen einer Sternbedeckung vom 11. September 2015 gut reproduziert. Für die Rotationsachse wurde aus den zuvor bestimmten Alternativen eine eindeutige Position mit prograder Rotation ausgewählt und die Periode zu 19,69803 h berechnet. Für die Größe wurde ein volumenäquivalenter Durchmesser von 106 ± 3 km abgeleitet.
Zwischen 2012 und 2018 wurden mit der All-Sky Automated Survey for Supernovae (ASAS-SN) auch photometrische Daten von 20.000 Asteroiden aufgezeichnet. Auf mehr als 5000 davon konnte erfolgreich die Methode der konvexen Inversion angewendet werden, darunter auch (399) Persephone, für die in einer Untersuchung von 2021 ein verbessertes dreidimensionales Gestaltmodell für eine Rotationsachse mit prograder Rotation und einer Periode von 19,6980 h berechnet wurde. Aus archivierten Daten des Asteroid Terrestrial-impact Last Alert System (ATLAS) aus dem Zeitraum 2015 bis 2018 konnte in einer Untersuchung von 2022 mit der Methode der konvexen Inversion eine Rotationsperiode von 19,6978 h berechnet werden.
Neue photometrische Beobachtungen erfolgten dann wieder vom 11. bis 13. Mai 2022 am Command Module Observatory in Arizona, wo eine Rotationsperiode von 19,772 h bestimmt wurde, und vom 10. Mai bis 6. Juni 2022 am Organ Mesa Observatory in New Mexico mit einer abgeleiteten Periode von 19,694 h.